# FC Chartres
Football Club de Chartres là một câu lạc bộ bóng đá Pháp, có trụ sở tại Chartres.

## Lịch sử
Câu lạc bộ được thành lập vào năm 1989 là kết quả của sự hợp nhất giữa Vélo Sport Chartrain và Câu lạc bộ thể thao de Chartres. Đội có trụ sở tại thị trấn Chartres và sân vận động của đội là Stade des Grands Pres. Vào tháng 5 năm 2018, câu lạc bộ đã sáp nhập với Chartres Horizon để tạo thành C'Chartres Football.